# Chráněná krajinná oblast Poodří
Chráněná krajinná oblast Poodří (CHKO Poodří, pol. Obszar Chronionego Krajobrazu Poodří)  – obszar chronionego krajobrazu w Czechach, w kraju morawsko-śląskim, w powiecie Nowy Jiczyn obejmujący terasę zalewową rzeki Odry w jej początkowym biegu pomiędzy Jeseníkiem nad Odrou a Ostrawą. Powstał 27 marca 1991. Powierzchnia parku wynosi 81,5 km².
Rzeka Odra na tym obszarze silnie meandruje. Od rzeki odbijają różne odnogi, wśród których znajdują się niewielkie bajorka, jak również około 2300 ha łąk aluwialnych. Rosnące tu lasy są typu łęgowego z dominacją dębu i jesionu oraz typu dębowo-grabowego.
Na jego obszarze znajduje się ponadto 10 małopowierzchniowych form ochrony przyrody:
- 1 narodowy rezerwat przyrody:
  - NPR Polanská niva
- 7 rezerwatów przyrody
  - PR Bartošovický luh
  - PR Bařiny
  - PR Bažantula
  - PR Koryta
  - PR Kotvice
  - PR Polanský les
  - PR Rákosina
- 2 pomniki przyrody
  - Meandry staré Odry
  - Pusté nivy